# 하이다이내믹레인지 이미징

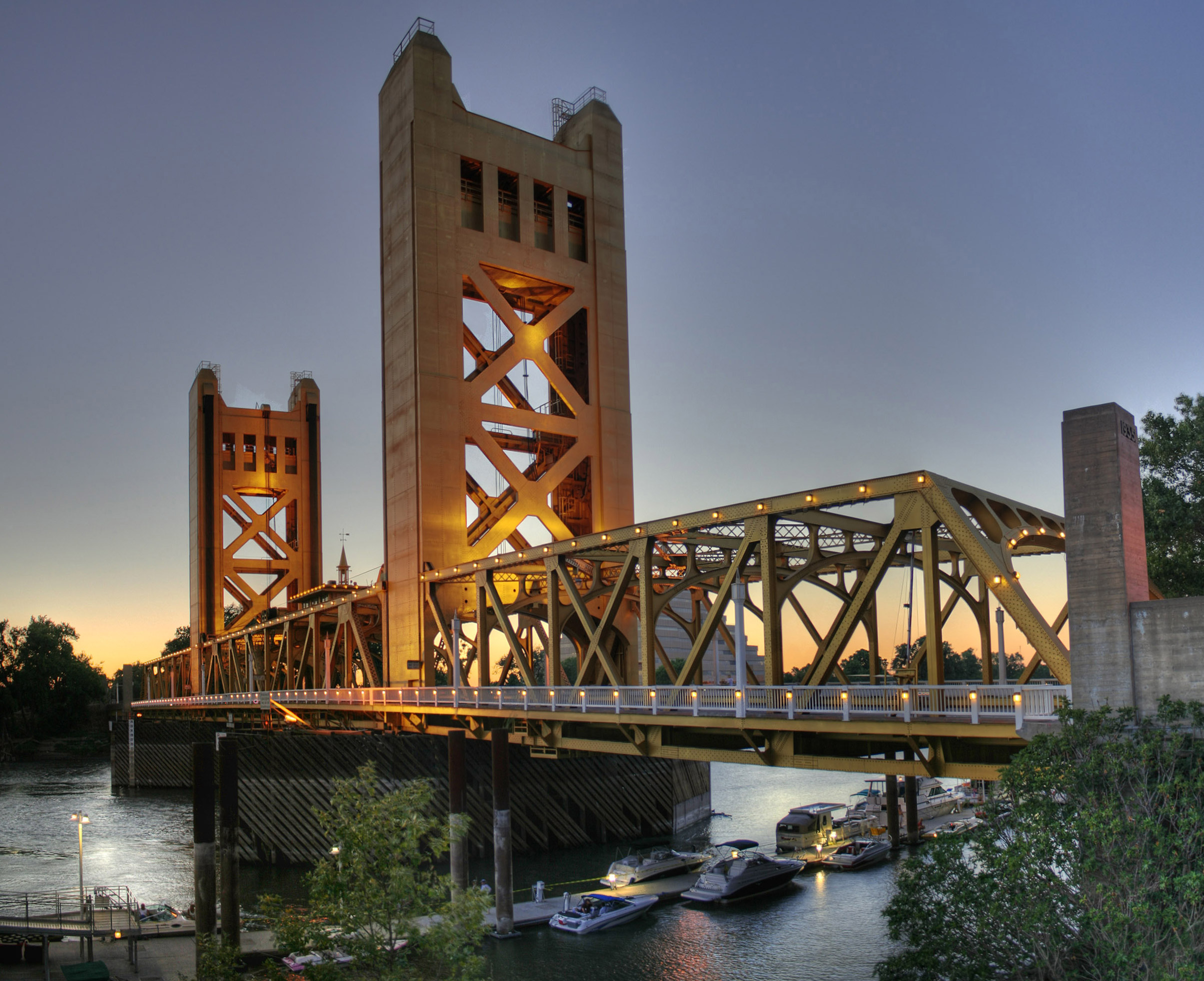
HDRI 이미지를 8비트 JPEG 이미지로 렌더링한 결과. 이 예제는 캘리포니아주 새크라멘토의 타워 브리지에서 찍은 사진이다.

컴퓨터 그래픽스 혹은 사진학에서 높은 동적 범위 이미징(영어: High-dynamic-range imaging, 하이다이내믹레인지 이미징, HDRI, 고생동폭화상)은 일반적으로 허용하는 것보다 훨씬 높은 동적 범위를 처리할 수 있는 디지털 화상 처리 기법을 가리킨다. 하이 다이내믹 레인지 이미징은 처음에는 컴퓨터로 렌더링된 이미지의 품질을 개선하기 위해 개발되었다. 이후 서로 다른 노출을 주어 찍은 여러 장의 사진으로부터 높은 동적 범위를 갖는 사진을 얻는 방법이 개발되었다. 이 기법의 등장으로 HDR 이미지는 여러 장의 사진으로부터 얻은 이미지를 톤 매핑을 통해 만들어낸 이미지를 가리키는 용어로 널리 쓰이게 되었다.

## 역사
컴퓨터 그래픽스에서 높은 동적 범위 이미징은 폴 데베벡이 개발하였다. 데베벡은 사물을 사실적으로 렌더링하고 애니메이션을 만드는 데 HDRI 맵을 최초로 이용한 것으로 알려져 있다.

## 예제
이러한 두 가지 결과의 톤 매핑 이미지를 생성하기 위해 결합되는 네 개의 표준 동적 범위 이미지의 예다.

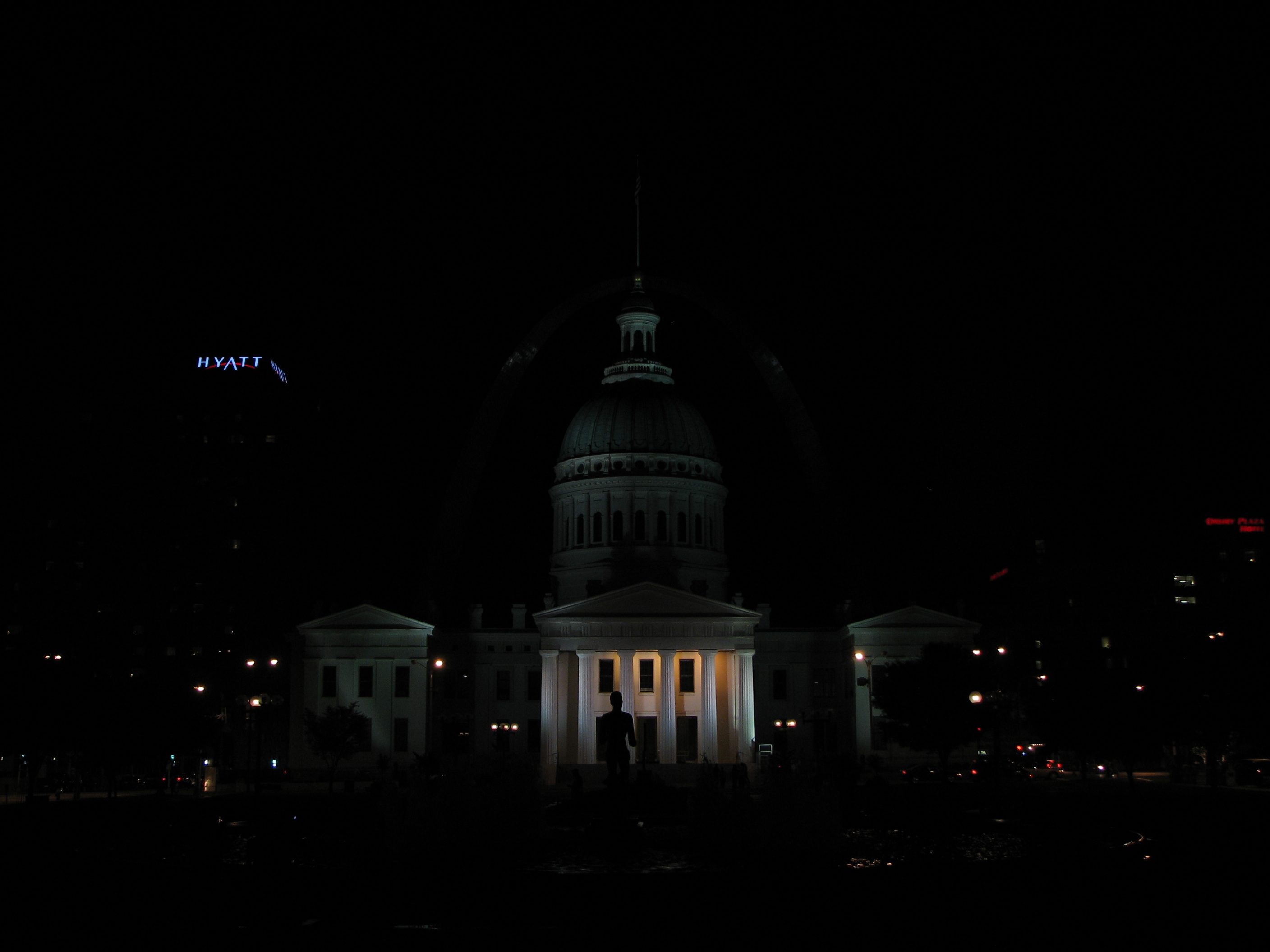
-8 감소
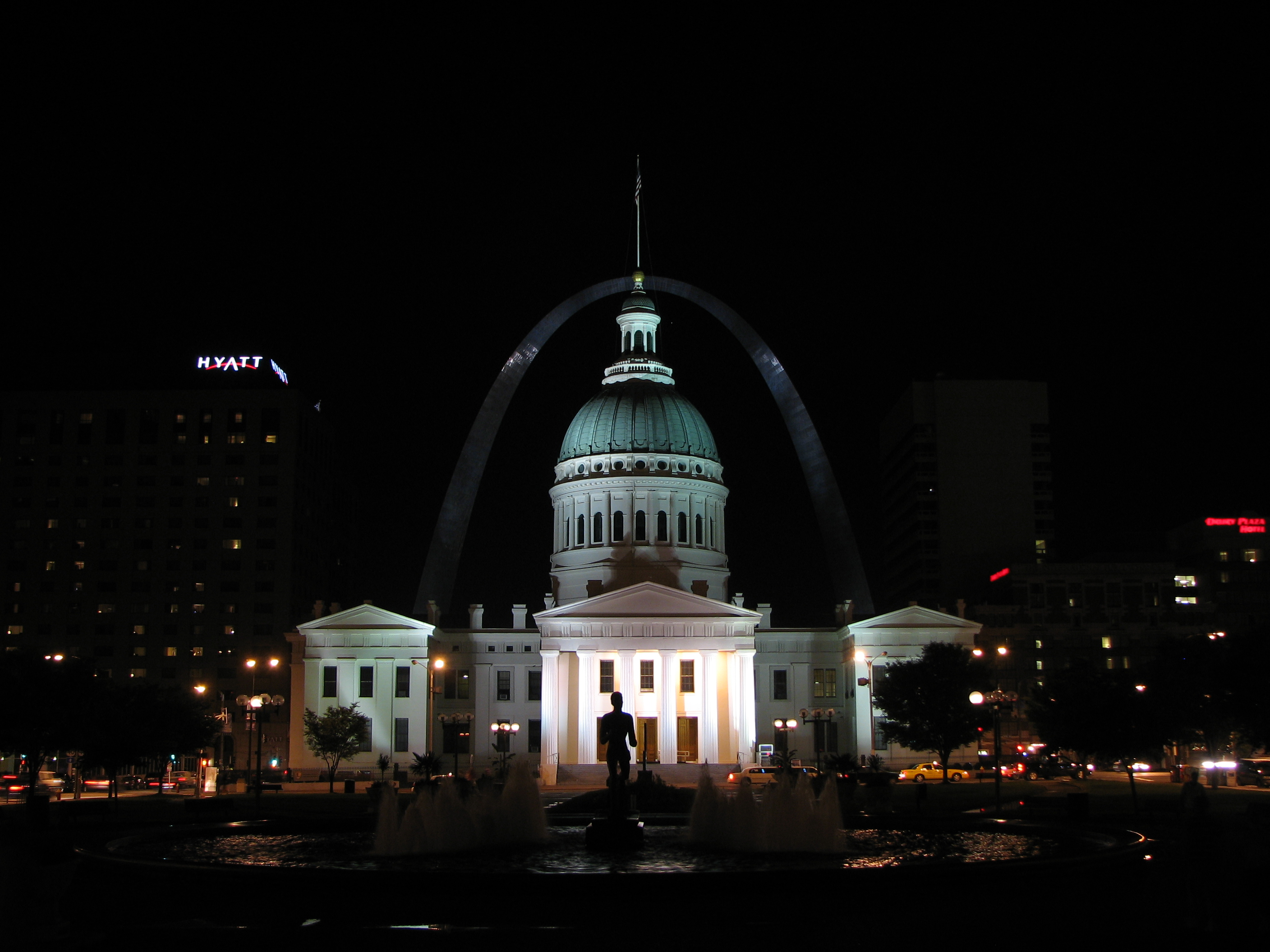
–2 감소
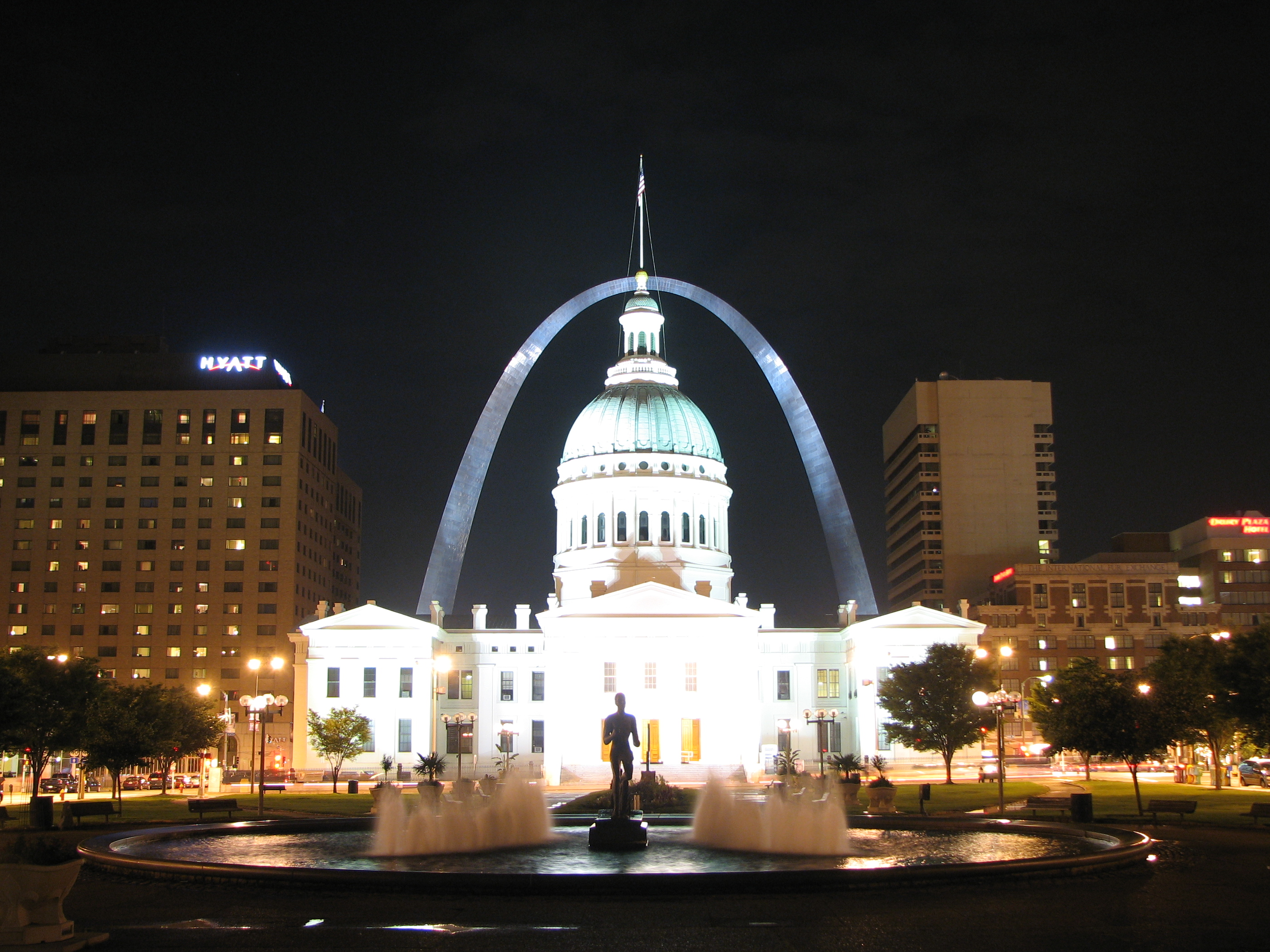
+2 증가
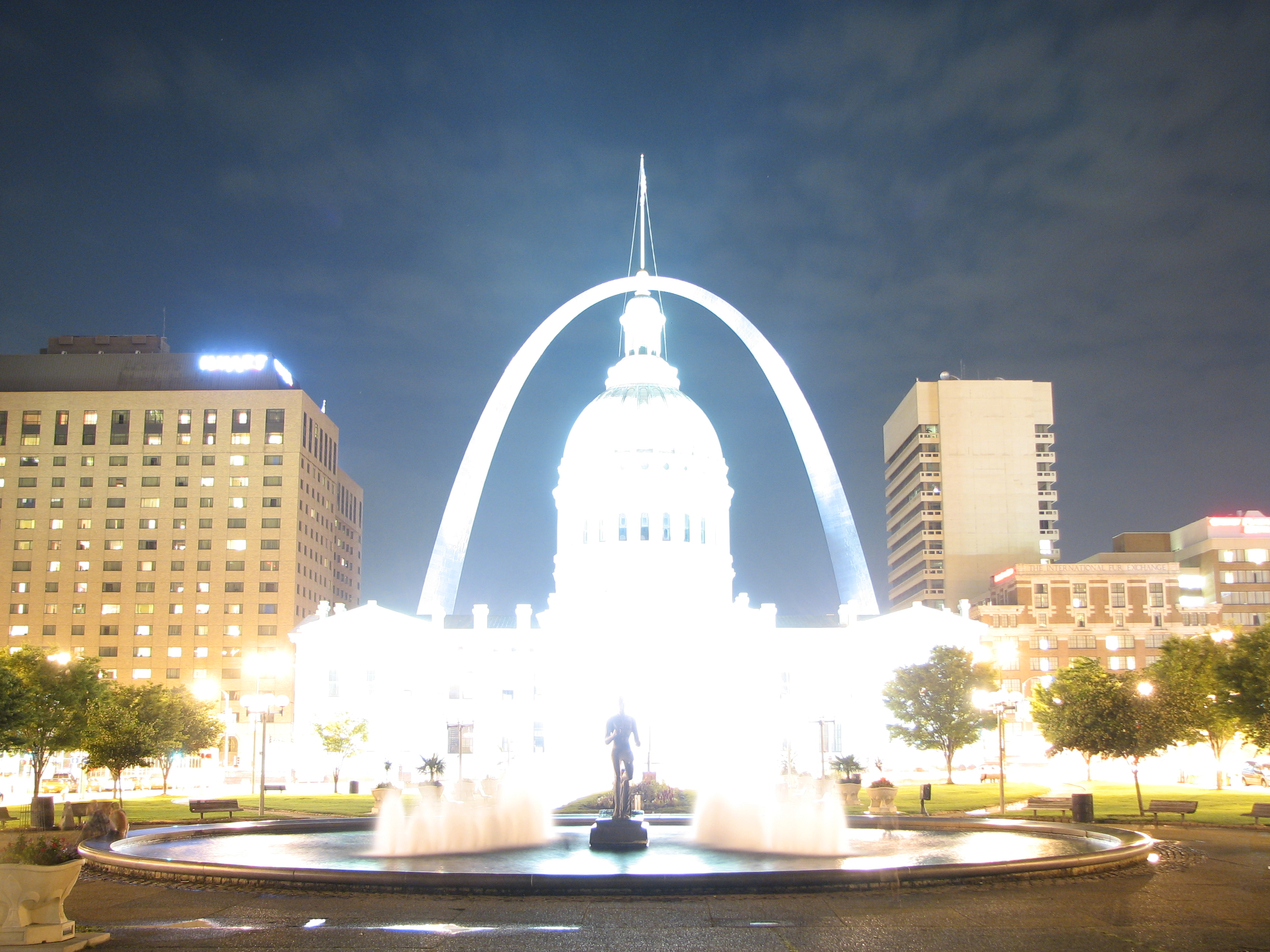
+4 증가
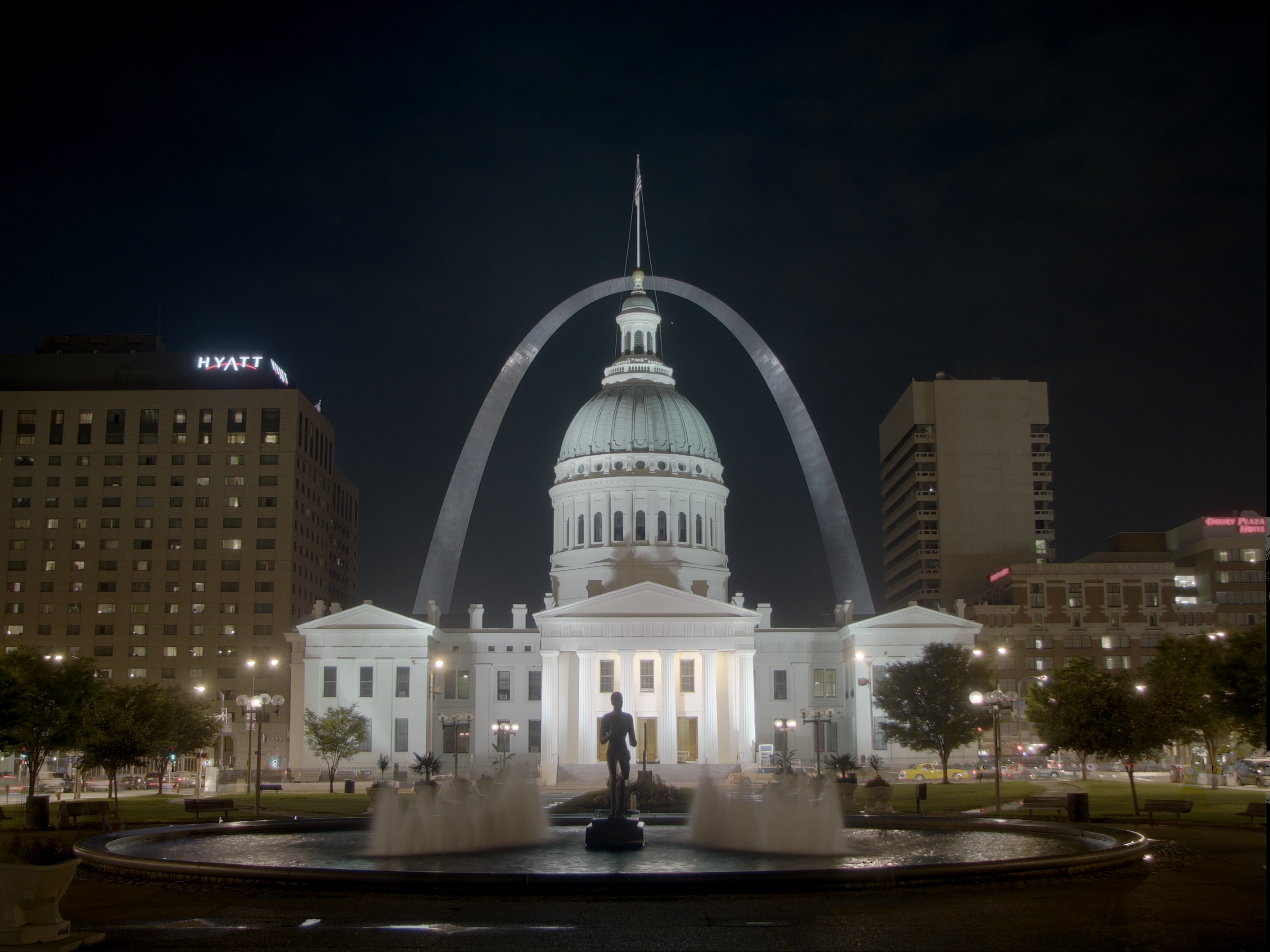
단순 대비 감소
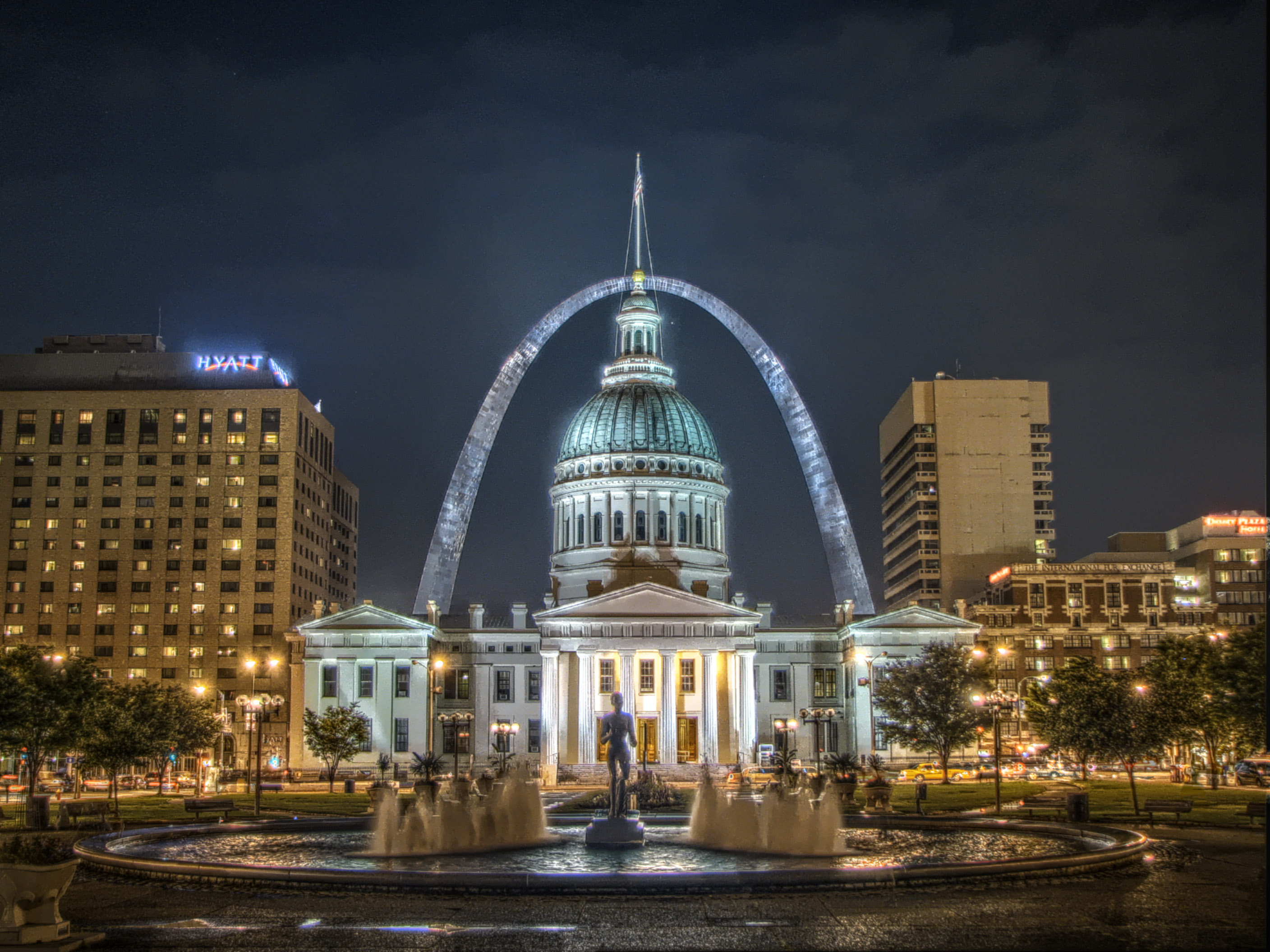
로컬 톤 매핑

최종적으로 위의 이미지들을 합성하여 HDRI 이미지를 렌더링을 한다.

## 같이 보기
- 높은 동적 범위 렌더링
- OpenEXR